# Futbol amerykański

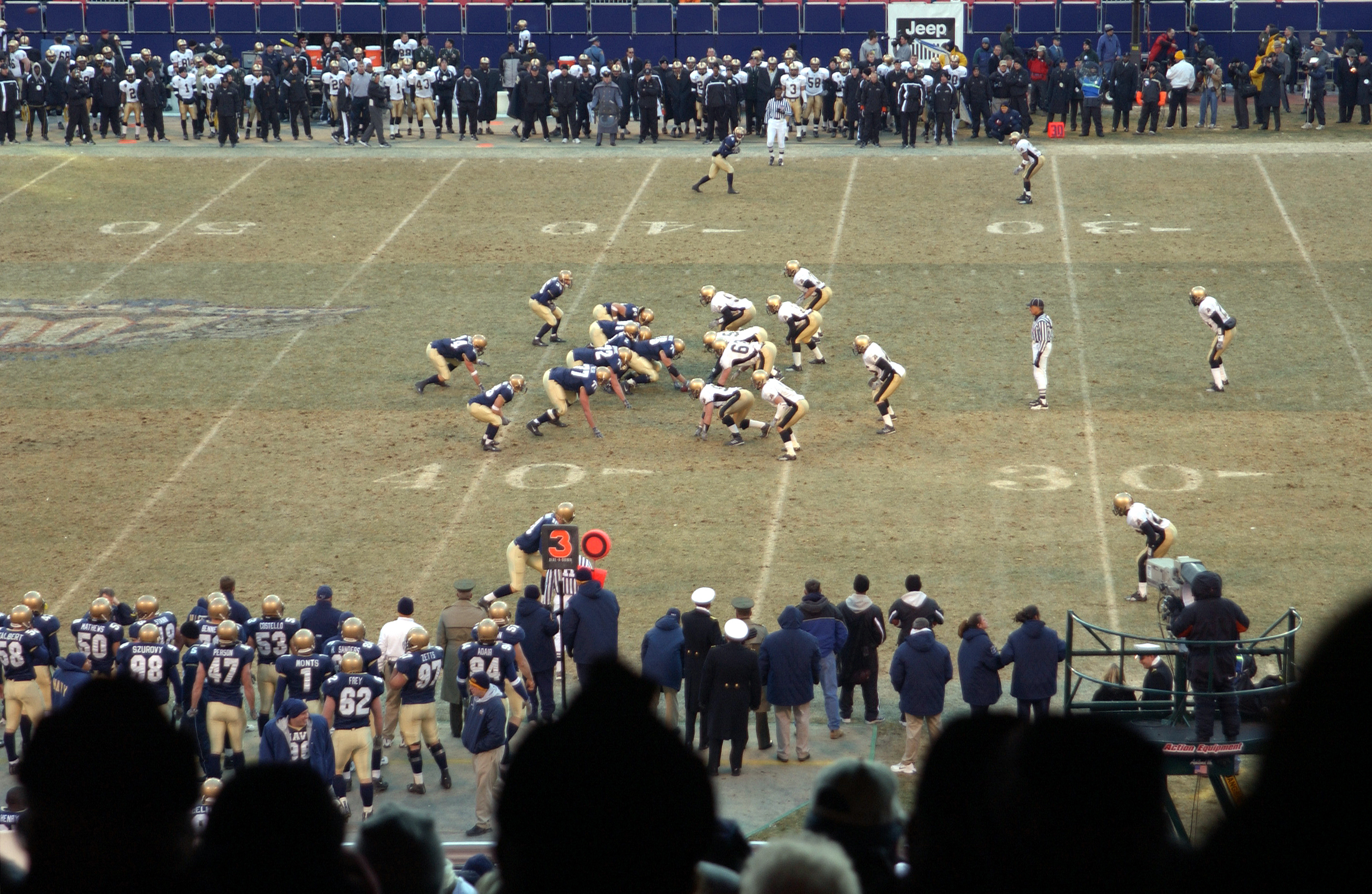
Początek akcji futbolowej z linii wznowienia gry (line of scrimmage)

Futbol amerykański – kontaktowy sport drużynowy, w którym uczestniczą dwa jedenastoosobowe zespoły dążące do zdobycia większej liczby punktów. Jest to najpopularniejszy sport w Stanach Zjednoczonych. Nie należy utożsamiać go z rugby, od którego różni się znacząco przepisami gry.

## Nazwa
W Stanach Zjednoczonych i Kanadzie sport ten nazywany jest po prostu „futbolem” (football). Poza tymi krajami dyscyplina określana jest niemal zawsze jako „futbol amerykański” (American football w krajach anglojęzycznych poza Ameryką Północną), dla odróżnienia od innych gier piłkarskich – szczególnie piłki nożnej (która natomiast przez Amerykanów nazywana jest soccer). Futbol amerykański niekiedy nazywa się gridiron football („futbol rusztowy”), z powodu podobieństwa boiska do kratki rusztu.
Uwaga: w tym artykule dyscyplina ta nazywana będzie w skrócie futbolem.

## Zasady gry w skrócie
Celem gry jest zdobycie w ustalonym czasie większej liczby punktów od drużyny przeciwnej.
Piłkę można przemieszczać kopiąc ją, niosąc, rzucając lub przekazując z rąk do rąk między zawodnikami (najczęściej jest ona rzucana ręką). Punkty zdobywa się na wiele sposobów, na przykład przez przeniesienie piłki przez linię punktową (goal line), rzucenie piłki do zawodnika stojącego za tą linią – czyli w polu punktowym (end zone) – lub przez kop na bramkę przeciwnika (field goal). Wygrywa drużyna z większą liczbą punktów w momencie, gdy upływa czas meczu i kończy się ostatnia akcja. W razie remisu w czasie regulaminowym stosuje się dogrywki z zasadą „nagłej śmierci” – odpowiednik „złotego gola” w piłce nożnej. Niekiedy mecz może zakończyć się remisem, jeśli dogrywka nie wyłoni zwycięzcy.

## Historia

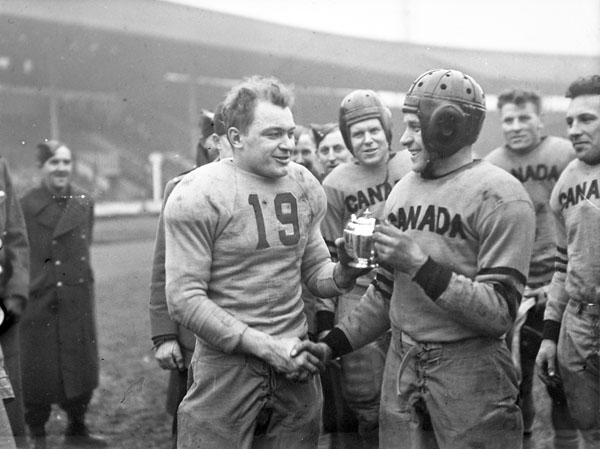
Koniec meczu USA-Kanada z 1944. Zawodnik kanadyjski ma na głowie kask starego typu

Zarówno futbol amerykański jak piłka nożna, czy rugby mają korzenie w sportach piłkarskich, które uprawiano w XIX wieku na Wyspach Brytyjskich. Na rozwój futbolu amerykańskiego miały wpływ rugby, piłka nożna, lokalne odmiany futbolu ludowego oraz kreatywność Waltera Campa. Nazwa futbol według najpowszechniej przyjętych teorii odnosiła się do grania „na piechotę” (ang. on foot) albo od rozmiaru piłki, długiej „na jedną stopę”.
6 listopada 1869, w Nowym Brunszwiku w stanie New Jersey, rozegrano pierwszy mecz futbolowy między drużynami Uniwersytetu Rutgersa i Uniwersytetu w Princeton. Zawodnicy tego pierwszego wygrali mecz wynikiem 6-4. Mecz ten bardziej jeszcze przypominał dawną piłkę nożną, ale stopniowe zmiany doprowadziły do powstania gry zbliżonej do współczesnej.
Od lat 20. do początku lat 90. XIX wieku studenci Kolegium Dartmoutha rozgrywali mecze na pierwotnych zasadach podobnych do futbolowych, znanych pod nazwą Old Division Football, opublikowanych przez uczelnię w 1871.
W 1874 studenci Uniwersytetu Harvarda, grający w grę zwaną Boston game, rozegrali dwa mecze przeciwko studentom kanadyjskiego Uniwersytetu McGilla, z Montrealu, grającym w rugby. Pierwszy mecz, w którym zwyciężyli Amerykanie 3-0, rozegrano okrągłą piłką na zasadach Boston game. Drugi mecz, zakończony bezpunktowym remisem, rozegrano owalną piłką na zasadach rugby. Większość zasad z rugby została przejęta przez studentów harwardzkich, którzy zaczęli je popularyzować wśród innych uczelni grających do tamtej pory w piłkę nożną.
Już w latach 70. XIX wieku na Uniwersytecie Yale zaczęto, na wniosek trenera Waltera Campa, opracowywać przepisy i standardy odróżniające rozwijający się futbol od rugby i piłki nożnej. W 1880 wprowadzono zapis o linii wznowienia akcji, a dwa lata później przepisy o próbach.
U zarania XX wieku futbol stał się bardziej niebezpieczny: w samym roku 1905 zmarło 18 zawodników uczelnianych. Władze uniwersytetów zareagowały na to zmianami przepisów prowadzącymi do rozgęszczenia zawodników na boisku (do czego najbardziej przyczynił się zapis o podaniu do przodu) czy zakazami tworzenia niebezpiecznych formacji, jak wysoce skuteczna, ale nad wyraz kontuzjogenna „formacja klina”. Wprowadzono i wymuszono użycie lepszego sprzętu ochronnego, jak coraz doskonalsze kaski (obowiązkowe jednak dopiero od lat 40. XX wieku).
Do 1912 dyscyplina osiągnęła kształt bliski znanemu dzisiaj. Wtedy to zmieniono rozmiar boiska do dzisiejszego, zwiększono do 6 liczbę punktów otrzymywanych za przyłożenie, wprowadzono zasadę 4 prób.
Futbol, początkowo zdominowany przez uniwersytety Ligi Bluszczowej, zyskał zainteresowanie innych uczelni w całych Stanach Zjednoczonych. Do 1916, kiedy to zaczęto rozgrywać corocznie Rose Bowl – mecz uczelni wschodu i zachodu – futbol stał się sportem narodowym, ustępującym popularnością tylko baseballowi.
Futbol zawodowy rozwinął się w miastach przemysłowych Pensylwanii i środkowego wschodu Stanów Zjednoczonych na początku lat 20. XX wieku. W 1920 utworzono ligę National Football League (NFL), wtedy jako American Professional Football Association.
Liga zawodowa wzbudzała początkowo raczej lokalne zainteresowanie o drugorzędnym znaczeniu. Po II wojnie światowej zainteresowanie meczami NFL ogromnie wzrosło w całych Stanach Zjednoczonych, głównie dzięki przekazom telewizyjnym. W latach 60. XX wieku liga zawodowa przebiła swoją popularnością rozgrywki futbolu uczelnianego i baseballu. Pierwszy Super Bowl, starcie mistrzów ówczesnej ligi NFL i rywalizującej ligi AFL, odbył się w 1967, zaś trzy lata później ligi połączyły się.

## Popularność

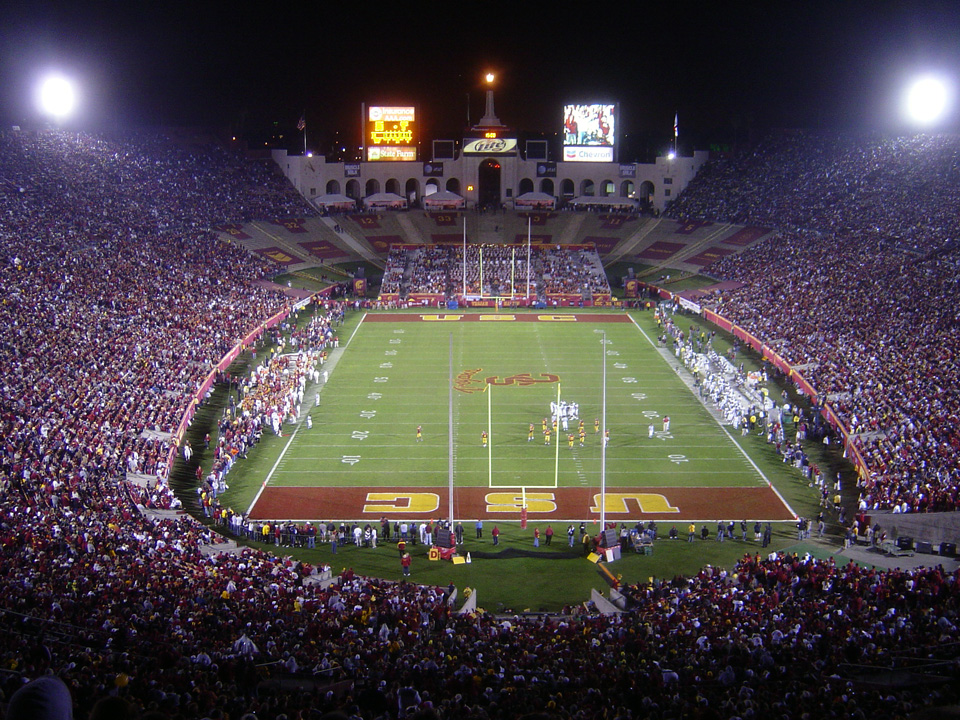
Mecze futbolowe drużyny Uniwersytetu Południowej Kalifornii na stadionie Los Angeles Memorial Coliseum przyciągają ponad 90 000 widzów

W formie zorganizowanej w futbol grają niemal wyłącznie mężczyźni i chłopcy, choć w ostatnich latach zaczęły powstawać amatorskie i półprofesjonalne ligi kobiece. Futbol pozostaje najpopularniejszym sportem widowiskowym w Stanach Zjednoczonych, zdobywając oglądalność przewyższającą inne sporty transmitowane w telewizji.
Obecnie jedyną dużą futbolową ligą zawodową w Stanach Zjednoczonych jest NFL, w której uczestniczą 32 zespoły. Jej finał, Super Bowl, ogląda niemal połowa amerykańskich gospodarstw domowych oraz telewidzowie w ponad 200 państwach (230 w 2009). W dniu decydującej rozgrywki, zwanym Niedzielą Super Bowl, wielu kibiców organizuje w domach imprezy, na które zaprasza się rodzinę i znajomych, by wspólnie stołować się i oglądać mecz. W przerwie meczu odbywa się krótki koncert muzyczny, a udział artysty w nim uznaje się dla niego za zaszczyt.
Od 2007 istnieje także United Football League (UFL) której drużyny mają swoje siedziby w mniejszych miastach. Pierwszy mecz w jej ramach rozegrano w 2009.
Ogromną popularnością w całej Ameryce Północnej cieszy się futbol akademicki. Sześć stadionów uczelnianych (Michigan Stadium, Beaver Stadium, Neyland Stadium, Ohio Stadium, Bryant-Denny Stadium, Texas Memorial Stadium) mieści powyżej 100 000 widzów i regularnie wyprzedaje wszystkie bilety. Nawet rozgrywki futbolowych drużyn szkół średnich przyciągają w niektórych miastach ponad 10 000 osób, a rytuały związane z jesiennymi rozgrywkami drużyn – występy szkolnych orkiestr marszowych, pokazy cheerleaderek, tradycja homecoming oraz zabawy – są ważną częścią kultury w większości małych miast Ameryki.
W Stanach Zjednoczonych, zgodnie z długoletnią tradycją, mecze ligi szkół średnich rozgrywa się w piątki, mecze uczelniane w soboty, zaś mecze ligi NFL w niedziele, poniedziałki wieczorem, pokazywane w programie Monday Night Football, i w niektóre czwartkowe wieczory. Po zakończeniu sezonu uczelnianego NFL rozgrywa niektóre gry także w soboty. Od tego grafiku meczów następują niekiedy odstępstwa.
Przyjęło się także organizować mecze w niektóre święta jesienne i zimowe (Dzień Dziękczynienia, Nowy Rok).
W futbol gra się w celach rekreacyjnych w klubach amatorskich i młodzieżowych. Istnieją drużyny półprofesjonalne, w których zawodnicy otrzymują niewielkie pensje.

### Poza Stanami Zjednoczonymi
Sport ten poza Stanami Zjednoczonymi i Samoa Amerykańskim ustępuje popularnością wielu innym dyscyplinom sportu. Największe zainteresowanie wzbudza w Kanadzie, gdzie działa Canadian Football League, grająca według zbliżonych przepisów kanadyjskich. Futbol cieszy się też pewną popularnością w niektórych regionach Meksyku (ONEFA). W mniejszym stopniu dyscyplina jest obecna w kilkudziesięciu państwach globu, jako wynik zafascynowania kulturą amerykańską, np. w Japonii (gdzie istnieje półprofesjonalna X-League), Korei, Nowej Zelandii, Australii, Brazylii, czy w niektórych państwach europejskich (w szczególności Austria, Niemcy, Wielka Brytania). Od 1999 rozgrywa się mistrzostwa świata w futbolu amerykańskim.
W Europie od 1983 rozgrywane są mistrzostwa Europy, od 2000 mistrzostwa Europy juniorów. Pod auspicjami NFL w 1991 zbudowano ligę NFL Europa, w której grało ostatnio 5 drużyn niemieckich i jedna holenderska, po zakończeniu edycji 2007 liga ta przestała istnieć. Największą bazę fanów na kontynencie ten sport ma w Wielkiej Brytanii.

### W Polsce
Od listopada 2004 działa w Polsce Polski Związek Futbolu Amerykańskiego, utworzony z inicjatywy dwóch drużyn: Warsaw Eagles i 1. KFA Wielkopolska. W sezonie 2006 rozegrano mecze Polskiej Ligi Futbolu Amerykańskiego, w której grały 4 zespoły, oprócz wyżej wymienionych The Crew Wrocław i Pomorze Seahawks, na których mecze przychodziło do kilku tysięcy osób (najwięcej we Wrocławiu – ponad 3000 widzów). Mistrzem została drużyna Warsaw Eagles.
W kwietniu 2006 powstały: pierwsza w Małopolsce drużyna futbolu amerykańskiego Kraków Tigers i pierwsza na Górnym Śląsku Silesia Miners, które rozpoczynają propagowanie tego sportu w południowej Polsce.
W sezonie 2007 Polska Liga Futbolu Amerykańskiego liczyła 9 drużyn. Poza wymienionymi wyżej grały w niej Kozły Poznań, Devils Wrocław oraz Husaria Szczecin.
W 2008 utworzono drugą ligę rozgrywkową PLFA II. W obydwu ligach grało łącznie 17 drużyn.
W 2011 utworzono ligę ósemek PLFA 8. W trzech ligach było łącznie 31 zespołów.
W sezonie 2012, po reorganizacji rozgrywek i utworzeniu TopLigi, najwyższej klasy rozgrywkowej, w polskiej lidze występowały 42 drużyny w 5 klasach, po raz pierwszy zorganizowano też rozgrywki juniorskie. W 2013 były już 74 zespoły (w tym 17 juniorskich) w 5 klasach rozgrywkowych oraz oficjalna reprezentacja Polski w futbolu amerykańskim.
Od 2019 roku działa Związek Futbolu Amerykańskiego w Polsce.
Sytuacja unormowała się w 2021 roku i najwyższym szczeblem rozgrywkowym nad Wisłą jest teraz Polska Futbol Liga, mająca też swoje zaplecze, a także ligę trzecią i juniorską. W PFL występuje 8 klubów dzielonych na grupy północną oraz południową, a aktualnym obrońcą tytułu mistrza Polski (2022) jest zespół Lowlanders Białystok..

## Przepisy

### Boisko i zawodnicy

Liczby na boisku pokazują odległość w jardach do najbliższego pola punktowego.

Mecz futbolowy rozgrywa się na prostokątnym boisku o długości całkowitej 120 jardów (109,728 metra) oraz 53 i 1/3 jarda (48,768 metra) szerokości. Linie ograniczające boisko wzdłuż długości nazywa się liniami bocznymi (sidelines), zaś wzdłuż szerokości – liniami końcowymi (end lines). Równolegle do linii końcowych, 10 jardów w głąb boiska, biegną dwie linie punktowe (goal lines). Po obu stronach boiska pomiędzy liniami końcowymi i punktowymi zdefiniowane są pola punktowe (end zones).
W poprzek boiska, pomiędzy liniami punktowymi, wymalowane są linie jardów (yard lines) w odstępie 5 jardów. Co 10 jardów linie te numeruje się tak, by wskazywały odległość do najbliższej linii punktowej. Środek boiska przecina linia 50 jardów. Na boisku umieszczone są dwa rzędy linii przerywanych – nazywanych liniami wewnętrznymi (inbound lines) lub kreskowanymi (hash marks) – prostopadłymi do linii bocznych. Kreski linii wewnętrznych stawiane są co 1 jard i służą do dokładnego wyznaczenia miejsca rozpoczęcia akcji.
Przy końcu obu linii końcowych stoją dwa słupy (goalposts, uprights) rozstawione 18,5 stopy (5,54736 m) od siebie. Słupy łączy dolna poprzeczka zawieszona 10 stóp (3,048 m) nad ziemią.
Obie drużyny mogą wystawić 11 zawodników. Można wymieniać każdego zawodnika dowolną liczbę razy, jeśli pozwala na to czas w przerwach między akcjami. Fakt ten sprawia, że niemal wszyscy z 46 aktywnych sportowców wystawionych do konkretnego meczu mają szansę w nim zagrać. Zawodnicy zwykle specjalizują się w określonych elementach gry i w razie potrzeby mogą być wykorzystani w jednej z trzech formacji: ataku, obrony lub formacji specjalnej.

### Czas gry
Standardowy mecz futbolowy składa się z czterech 15-minutowych kwart, z przerwą w połowie meczu – po drugiej kwarcie. Po niektórych akcjach zegar może być zatrzymany, co może znacznie wydłużyć cały mecz, częstokroć do ponad 3 godzin. W lidze NFL, jeśli mecz w czasie regulaminowym kończy się remisem, następuje 15-minutowa dogrywka. Dogrywka jest rozstrzygana metodą „nagłej śmierci” (sudden death, odpowiednika „złotego gola” w piłce nożnej): wygrywa ten zespół, który jako pierwszy zdobędzie w jej trakcie choćby minimalną liczbę punktów. W sezonie zasadniczym ligi, w przypadku skończenia się dogrywki remisem, wynik pozostaje remisowy. W fazie play-off dogrywki powtarza się, aż do momentu gdy któryś z zespołów zdobędzie przewagę. Zasady dogrywek na poziomie szkół średnich i uniwersytetów są bardziej skomplikowane i rządzą się odpowiednimi przepisami.
Według analizy przeprowadzonej przez The Wall Street Journal na podstawie meczów NFL pokazywanych przez cztery czołowe stacje telewizyjne, średni czas transmisji wynosi 174 minuty (blisko 3 godziny). W tym czasie zaledwie 10 minut 43 sekundy stanowi właściwa gra, a jedna akcja trwa średnio 4 sekundy. Stąd, ponieważ zawodnicy mają 40 sekund na wznowienie gry, większość z 60 minut regulaminowego czasu stanowią „stałe fragmenty” w których gra jest przerwana, ale czas jest odmierzany (co odróżnia futbol amerykański od koszykówki, czy hokeja na lodzie). Więcej czasu transmisji niż gra wypełniają zbliżenia zawodników (średnio 75 minut), reklamy (około godziny), analizy meczu, powtórki (średnio 17 minut).

### Zdobywanie pola, gra piłką
Zasady zdobywania pola w futbolu przypominają przepisy rugby league o sześciu szarżach (six-tackle rule) i o rozgrywaniu piłki (play-the-ball). Drużyna w posiadaniu piłki nazywana atakiem (offense), może podjąć cztery próby (downs) w trakcie których stara się zdobyć co najmniej 10 jardów boiska w kierunku pola punktowego drużyny przeciwnej, nazywanej obroną (defense). Po zdobyciu 10 jardów pola drużyna atakująca zyskuje prawo do pierwszej próby (first down), a zatem może ponownie podjąć cztery próby zyskania kolejnych 10 jardów lub zdobycia punktów. Jeśli atakowi nie uda się zdobyć pierwszej próby, np. przez zyskanie 10 jardów pola po czterech kolejnych próbach, traci posiadanie piłki na rzecz drużyny przeciwnej.
Poza momentami rozpoczęcia połówek meczu i po zdobyciu punktów, piłka zawsze wprowadzana jest do gry przez snap: zawodnicy ataku ustawiają się przodem do obrony na linii wznowienia gry (line of scrimmage), wyznaczonej przez miejsce zakończenia ostatniej akcji, prostopadłej do linii bocznych, a jeden z zawodników formacji atakującej, środkowy (center), podaje lub rzuca piłkę pomiędzy swoimi nogami do innego zawodnika, zazwyczaj do rozgrywającego (quarterback).

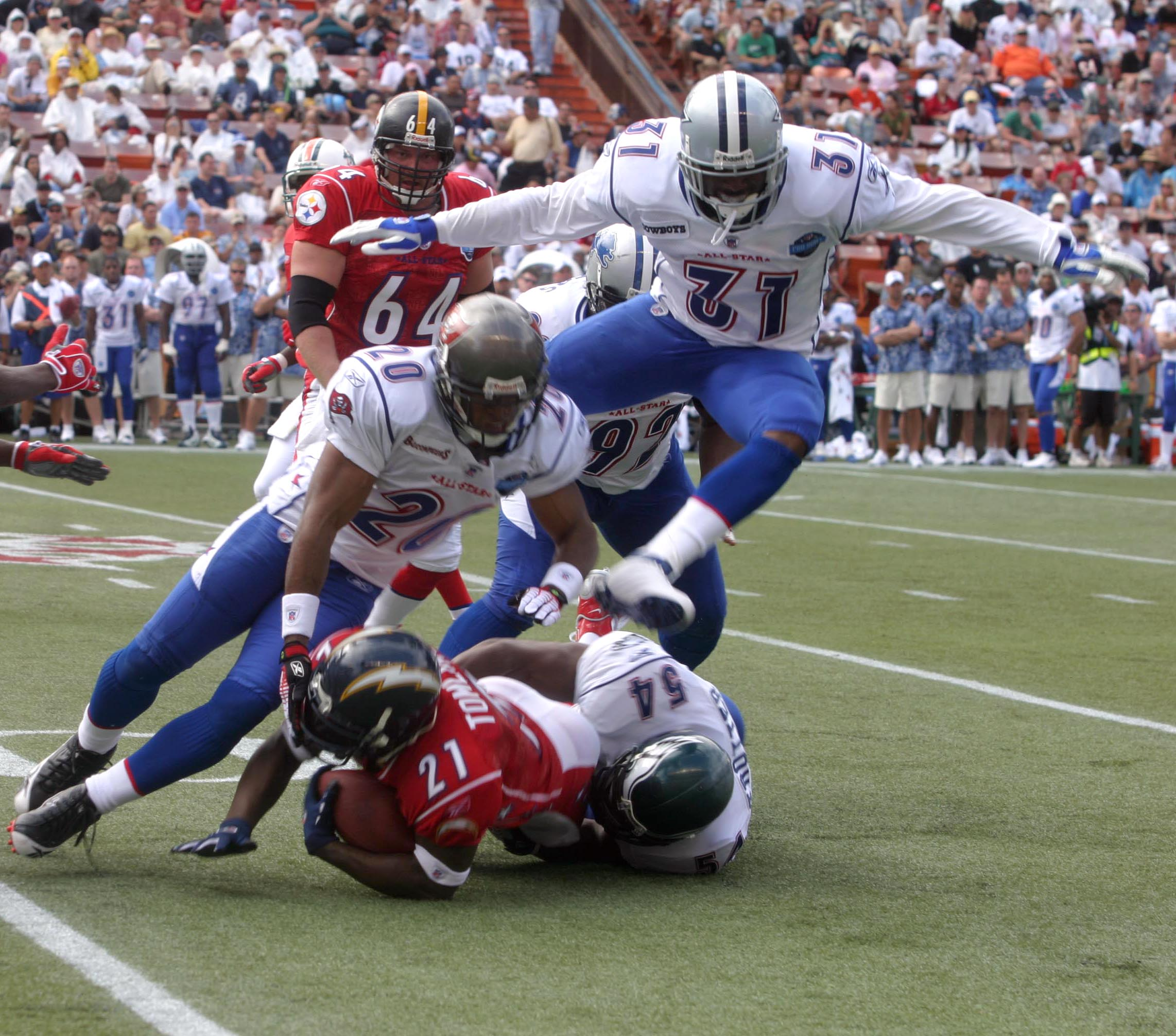
Udana szarża podczas Pro Bowl – meczu gwiazd.

 Atak może zdobywać pole grając piłką na dwa sposoby:
- biegnąc z nią, tzw. gra dołem (rushing); niosący piłkę może przekazać ją innemu zawodnikowi z rąk do rąk, co nazywa się przekazaniem (handoff),
- rzucając piłkę do innego zawodnika, tzw. gra górą (passing); podanie do przodu (forward pass) jest kluczowym pojęciem odróżniającym futbol amerykański i kanadyjski od innych dyscyplin z rodziny sportów futbolowych; atak może podać piłkę do przodu tylko raz i tylko spoza linii wznowienia gry; piłka może być rzucona, pchnięta lub podrzucona w bok i do tyłu w dowolnym momencie; ten rodzaj zagrywki zwany jest podaniem bocznym (lateral pass) i jest w futbolu stosowany rzadziej niż w meczach rugby, w których stanowi jedyną dozwoloną formę podania ręką.

Próba kończy się w momencie, gdy piłka staje się martwa (dead ball), co ma miejsce w następujących sytuacjach:
- zawodnik niosący piłkę upada na boisko, np. po szarży przeciwnika, lub jego ruch w przód (forward progress) w kierunku pola punktowego przeciwnika zostaje zatrzymany przez zawodników obrony, co orzeka sędzia,
- piłka podana do przodu wychodzi poza boisko lub dotyka ziemi zanim zostanie złapana; taki stan nazywa się podaniem niepełnym (incomplete pass); piłka powraca na ostatnią linię wznowienia gry, a atak przystępuje do kolejnej próby,
- podczas akcji piłka lub zawodnik ją niosący wychodzi poza boisko (out of bounds),
- drużyna zdobywa punkt.

Sędziowie używają gwizdka do oznajmienia zawodnikom o końcu próby.
Przed każdą próbą, oba zespoły ustalają grę (play), czyli koordynują plan przemieszczania się i podań, którego każdy z zawodników powinien się trzymać. Niekiedy próby nazywa się "grami".

### Zmiana posiadania piłki
Atak pozostaje w posiadaniu piłki do momentu, gdy przejmie ją obrona drużyny przeciwnej. Może do tego dojść na kilka sposobów:
- Drużynie atakującej nie udaje się zdobyć pierwszej próby, tzn. nie jest w stanie zdobyć 10 jardów pola w czterech próbach. Drużyna broniąca się przejmuje piłkę w miejscu, gdzie zakończyła się czwarta próba; zmianę posiadania piłki nazywa się stratą (turnover).
- Drużyna zdobywa punkty. Następnie piłka wprowadzona jest do gry przez zespół, który zdobył punkty, za pomocą specjalnej zagrywki zwanej wykopem (kickoff).
- Atak oddaje piłkę obronie wykopem z powietrza. Wykop z powietrza (punt) z reguły wykonuje wyspecjalizowany w tym zawodnik, do którego snap trafia bezpośrednio od środkowego. Kopiący upuszcza piłkę i uderza ją zanim dotknie ziemi. Ten rodzaj zagrywki stosuje się zazwyczaj w sytuacji, gdy drużyna atakująca podchodzi do czwartej próby, a warunki na boisku wskazują na to, że ani nie uda się jej zdobyć pierwszej próby (co skutkowałoby zmianą posiadania piłki, niebezpiecznie blisko własnego pola punktowego), ani wykonać dobrego kopu na bramkę przeciwnika.
- Zawodnik obrony złapie podanie do przodu, co określa się przejęciem (interception)[17]. Zawodnik przejmujący może zacząć biec z piłką do czasu, gdy zostanie szarżowany (rzucony na ziemię), wyjdzie poza boisko lub zdobędzie punkty z kontrataku. Po przejęciu drużyna przejmująca wprowadza swoją formację ataku, która rozpoczyna grę z miejsca, gdzie piłka stała się martwa.
- Zawodnik ataku wbrew swej woli upuszcza piłkę, co określane jest wypuszczeniem (fumble)[17], a zawodnik obrony podnosi ją z boiska. Podobnie jak przy przejęciach, zawodnik podnoszący piłkę może z nią biec z zamiarem zdobycia punktów do momentu szarży lub wyjścia poza boisko. Wypuszczoną piłkę może podnieść inny gracz tej samej drużyny lub nawet zawodnik wypuszczający – wtedy nie dochodzi do zmiany posiadania.
- Atak niecelnie kopie na bramkę. Drużyna broniąca przejmuje piłkę w miejscu rozpoczęcia poprzedniej akcji (w NFL: w miejscu kopnięcia). Jeśli nieudany kop miał miejsce bliżej niż 20 jardów od pola punktowego, drużyna broniąca przejmuje piłkę na swojej linii 20 jardów, tzn. 20 jardów od własnego pola punktowego.
- Zawodnik ataku niosący piłkę, będąc w obrębie własnego pola punktowego, upada bądź zostaje rzucony na ziemię, zostaje wypchnięty poza boisko, traci piłkę, która następnie wypada poza boisko lub popełnia określone przewinienie. Takie, bardzo rzadkie sytuacje nazywa się zagraniem bezpiecznym (safety).

### Zdobywanie punktów

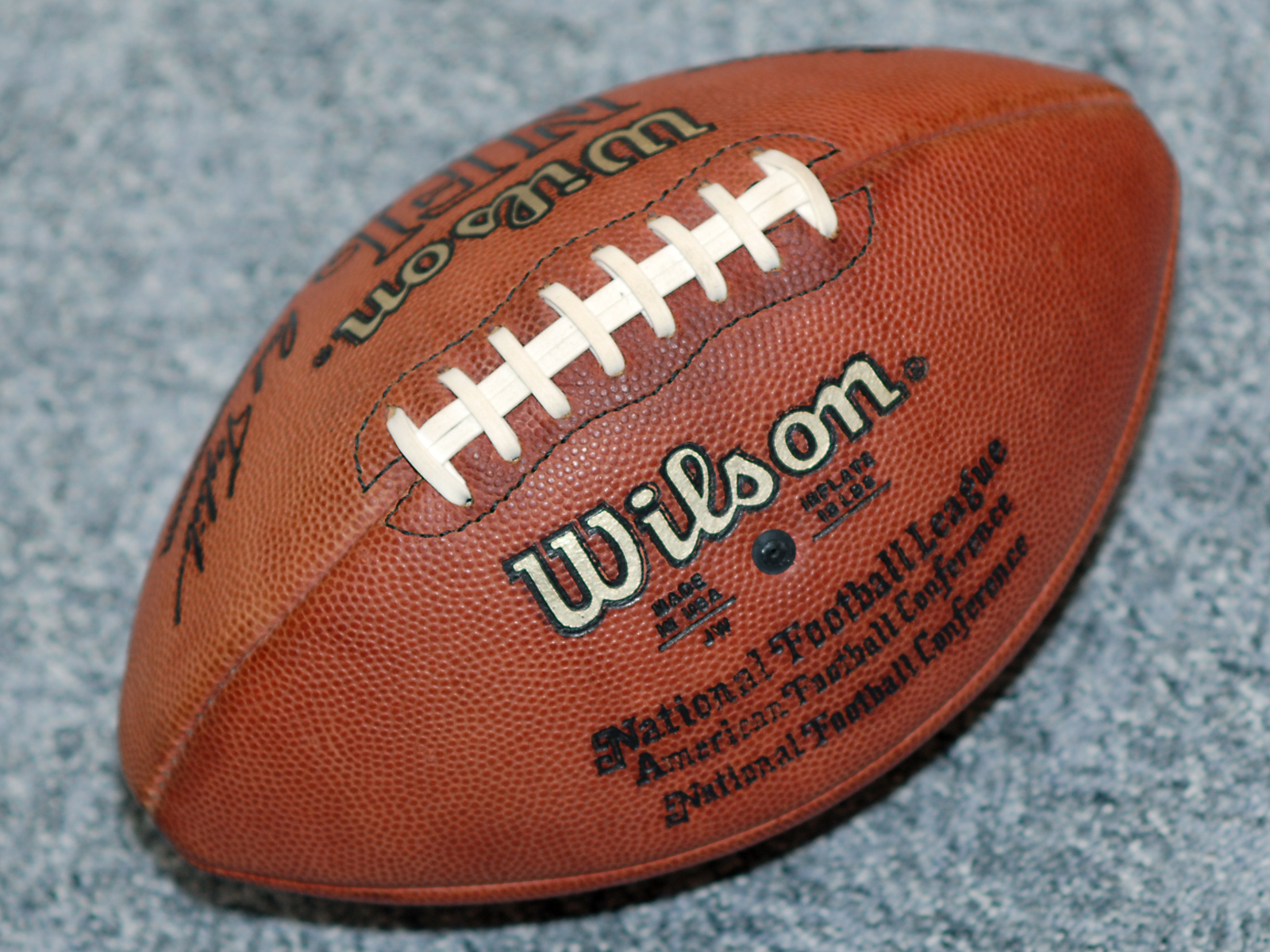
Piłka do futbolu amerykańskiego jest skórzaną elipsoidą zaszytą wzdłuż boku.

Drużyna może zdobyć punkty po następujących zagrywkach:
- Przyłożenie (touchdown, TD) warte 6 punktów. Przyłożenie zdobywa się, gdy zawodnik wbiega z piłką w pole punktowe przeciwnika lub łapie podanie będąc w tym polu. Przyłożenie jest analogią do rugbowego przyłożenia (try), z tą podstawową różnicą, że w rugby piłka musi być przez zawodnika położona na ziemi. Po przyłożeniu, analogicznie do rugby, drużyna zdobywająca punkty przystępuje do podwyższenia (conversion). Piłkę kładzie się na 3. jardzie drużyny broniącej (w NFL na 2. jardzie). Następnie atak próbuje:
  - wykonać kop podwyższający tak by piłka przeleciała pomiędzy słupami bramki i nad jej poprzeczką; gdy kop jest udany, atak zyskuje jeden punkt dodatkowy (extra point), zwany niekiedy punktem po przyłożeniu (point after touchdown, PAT),
  - lub przeprowadzić akcję dołem w celu kolejnego przyłożenia; za udaną akcję drużynie przydziela się 2 punkty i jest to tzw. podwyższenie dwupunktowe (two-point conversion). Jeżeli próba podwyższenia dwupunktowego zakończy się sytuacją odpowiadającą w "normalnej" rozgrywce zagraniu bezpiecznemu (safety), drużyna wykonująca podwyższenie otrzymuje tylko 1 punkt (conversion safety).
- Kop na bramkę (field goal, FG) warty 3 punkty, zdobyte gdy piłkę udaje się kopnąć pomiędzy słupami i nad poprzeczką bramki przeciwnika. Taki kop można wykonać na dwa sposoby: z ziemi (gdy inny zawodnik drużyny kopiącej przytrzymuję piłkę kopaczowi "pionowo" na ziemi) lub z upuszczenia (gdy kopacz po otrzymaniu piłki upuszcza ją i kopie tuż po jej odbiciu się od ziemi – obecnie wyjątkowo rzadko spotykane zagranie). Kop na bramkę wykonuje się zazwyczaj przy czwartej próbie, gdy grę wznawia się dostatecznie blisko pola punktowego obrony lub gdy jest za mało czasu na próbę zdobycia punktów przyłożeniem.
- Zagranie bezpieczne (safety) warte 2 punkty. W ten sposób punkty zdobywa obrona, gdy zawodnik ataku niosący piłkę w swoim polu punktowym jest szarżowany, wypuszcza piłkę aż ta opuści pole punktowe lub celowo rzuca piłkę w ziemię (intentional grounding), aby uniknąć szarży. Dodatkowo, jeśli zawodnikowi obrony uda się zablokować wykop z powietrza tak, że piłka wędruje za linię końcową pola punktowego drużyny ataku, wtedy obrona zyskuje punkty z zagrania bezpiecznego. Podobnie dzieje się, gdy atak popełni określone faule w swoim polu punktowym – głównie nieprawidłowe blokowanie. Niekiedy drużyna ataku taktycznie wybiera oddanie "tylko" dwóch punktów drużynie obrony, gdy jest zepchnięta do własnego pola punktowego. Wtedy zawodnik ataku niosący piłkę sam klęka w polu – stąd właśnie pochodzi nazwa zagrania.

| Lata      | Touchdown | Field goal | Extra point | Two-point conversion | Safety | Conversion safety | Defensive conversion (tylko NCAA i futbol kanadyjski) |
| --------- | --------- | ---------- | ----------- | -------------------- | ------ | ----------------- | ----------------------------------------------------- |
| 1883      | 2         | 5          | 4           | –                    | 1      | –                 | –                                                     |
| 1883–1897 | 4         | 5          | 2           | –                    | 2      | –                 | –                                                     |
| 1898–1903 | 5         | 5          | 1           | –                    | 2      | –                 | –                                                     |
| 1904–1908 | 5         | 4          | 1           | –                    | 2      | –                 | –                                                     |
| 1909–1911 | 5         | 3          | 1           | –                    | 2      | –                 | –                                                     |
| 1912–1957 | 6         | 3          | 1           | –                    | 2      | –                 | –                                                     |
| 1958–1988 | 6         | 3          | 1           | 2                    | 2      | 1                 | –                                                     |
| od 1988   | 6         | 3          | 1           | 2                    | 2      | 1                 | 2                                                     |

### Wykopy
Obie połowy meczu rozpoczynają się wykopem (kickoff). Drużyny wprowadzają piłkę wykopem do gry także po przyłożeniach i kopach na bramkę. Przed wykopem piłkę umieszcza się na podstawce (kicking tee) na linii 35. jardu drużyny kopiącej (na 40. jardzie w futbolu akademickim). Zawodnik drugiej drużyny, zwany odbierającym (kick returner), stara się złapać piłkę i zdobyć z nią jak najwięcej pola, a jeśli to możliwe, nawet zdobyć punkty dobiegłszy do pola punktowego drużyny wykopującej. Zazwyczaj jednak odbierający zostaje szarżowany, a miejsce szarży staje się miejscem wznowienia akcji. Drużyna odbierająca wykop staje się drużyną atakującą. Atak rozpoczyna swój ciąg (drive), czyli serię akcji w kierunku pola punktowego przeciwnika. Jeśli po długim wykopie odbierający złapie piłkę we własnym polu punktowym, nie musi z nią biec – może zdecydować się na odłożenie (touchback) przez uklęknięcie ze złapaną piłką. Odłożenie pozwala zespołowi odbierającemu wykop na rozpoczęcie ciągu z własnej linii 20 jardów. Odłożenie ma automatycznie miejsce, gdy piłka z wykopu wpadnie na pole punktowe i wyjdzie poza jego granice. Odbiór wykopu z powietrza (punt) oraz przejęcie piłki (interception) we własnym polu punktowym także można zakończyć odłożeniem.
Drużyna, która "oddała" 2 punkty przez zagranie bezpieczne (safety), wprowadza piłkę do gry przez wykop z powietrza lub ziemi z własnej linii 20 jardów.

### Przewinienia i kary

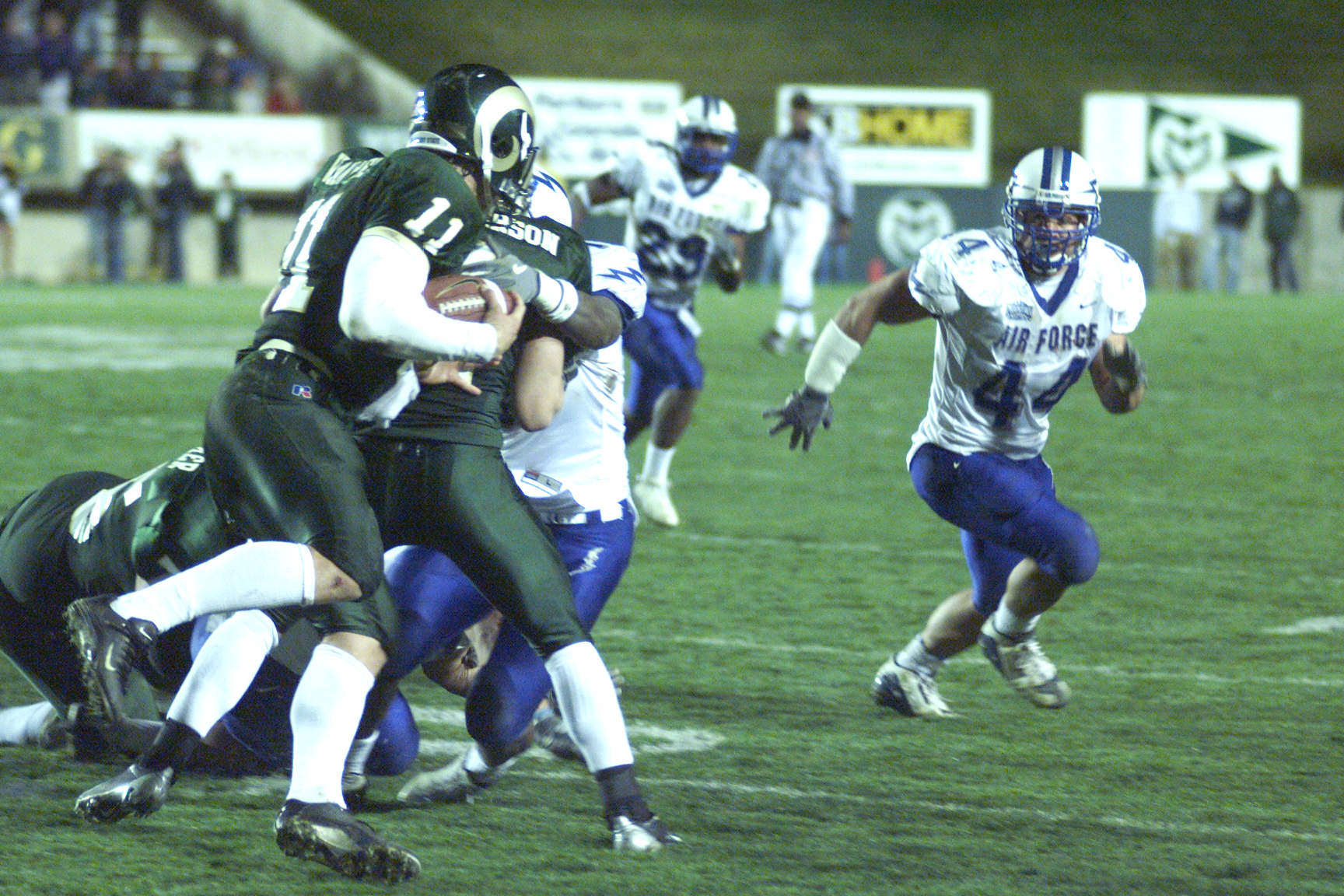
Zawodnik Uniwersytetu Stanu Kolorado biegnie z piłką a jego przeciwnik z drużyny Akademii Sił Powietrznych przygotowuje się do szarży

Ponieważ przewinienie przeciw zasadom gry może prowadzić do niesłusznego wyniku lub uszkodzenia ciała zawodnika, musi zostać poddane karze (penalty). Większość kar polega na przesunięciu miejsca wznowienia gry w stronę pola punktowego obrony, gdy przewinienie popełni obrona albo na przesunięciu miejsca wznowienia gry od pola punktowego obrony, gdy przewinienie popełni atak. Jeśli w wyniku kary przesunięto by piłkę o więcej niż połowę odległości od pola punktowego obrony, karę zamienia się na przesunięcia piłki o połowę tego dystansu.
Większość kar kończy się powtórzeniem próby. Niektóre przewinienia obrony kończą się automatycznym przyznaniem atakowi pierwszej próby. Z drugiej strony, niektóre przewinienia ataku powodują automatyczną stratę próby. Jeżeli mimo kary atak zyskuje odpowiednio dużo pola do pierwszej próby, zostaje mu ona przyznana.
Jeśli przewinienie zostaje popełnione podczas trwania akcji, sędzia rzuca żółtą flagę (yellow flag) w miejscu wystąpienia przewinienia. Po zakończeniu akcji, drużyna przeciw której nastąpiło przewinienie może wybrać między ukaraniem drużyny przeciwnej lub przyjęciem stanu jakim zakończyła się akcja bez nałożenia kary.
Niektóre najczęściej występujące przewinienia:
- Falstart (false start) – zawodnik ataku wykonuje niedozwolony ruch przed snapem. Piłka automatycznie staje się martwa.
- Spalony (offside) – zawodnik obrony przekracza linię wznowienia gry przed rozpoczęciem akcji. Jeśli mimo to akcja się rozpoczyna, karę odkłada się w oczekiwaniu na rozwinięcie akcji.
- Trzymanie (holding) – nieprzepisowe chwytanie lub ciągnięcie przeciwnika, gdy nie niesie piłki.
- Przeszkadzanie w podaniu (pass interference) – nieprzepisowy kontakt z przeciwnikiem przeszkadzający mu w schwytaniu podawanej piłki.
- Nieprzepisowy kontakt (illegal contact) – nieprzepisowy kontakt z przeciwnikiem, który po przekroczeniu pięciu jardów od linii wznowienia gry zajmuje pozycję do złapania podania, które ma za chwilę nastąpić.
- Opóźnianie gry (delay of game) – atak nie rozpoczyna nowej gry po upływie określonego czasu od zakończenia poprzedniej akcji, ma za wielu zawodników na boisku lub prosi o przerwę po wykorzystaniu limitów przerw.
- Nieprzepisowe blokowanie z tyłu (illegal block in the back) – zawodnik ataku popycha zawodnika obrony od tyłu.
- Podcinanie (clipping) – blokowanie zawodnika od tyłu, poniżej pasa.
- Pociąganie maski (face mask) – chwytanie lub dotykanie maski ochraniającej w kasku podczas próby szarżowania przeciwnika.

### Odmiany futbolu
Istnieją odmiany futbolu, w których zmieniono przepisy w celu zmniejszenia względnej brutalności sportu. Najbardziej znanymi wersjami z odpowiednio ograniczonym kontaktem i z wykluczonym kontaktem są: futbol dotykowy (touch football) i flagowy (flag football). W obu zabronione jest szarżowanie przeciwnika. Szarża dokonuje się, gdy odpowiednio: zawodnik niosący piłkę jest dotknięty lub zerwana jest flaga przyczepiona do jego ubrania. Obie odmiany sportu rozgrywane są głównie w ramach jednej szkoły bądź grupy młodzieżowej. Pozostałe ligi zawodowe, uczelniane i szkolne stosują się do standardowych reguł szarżowania.

## Zawodnicy

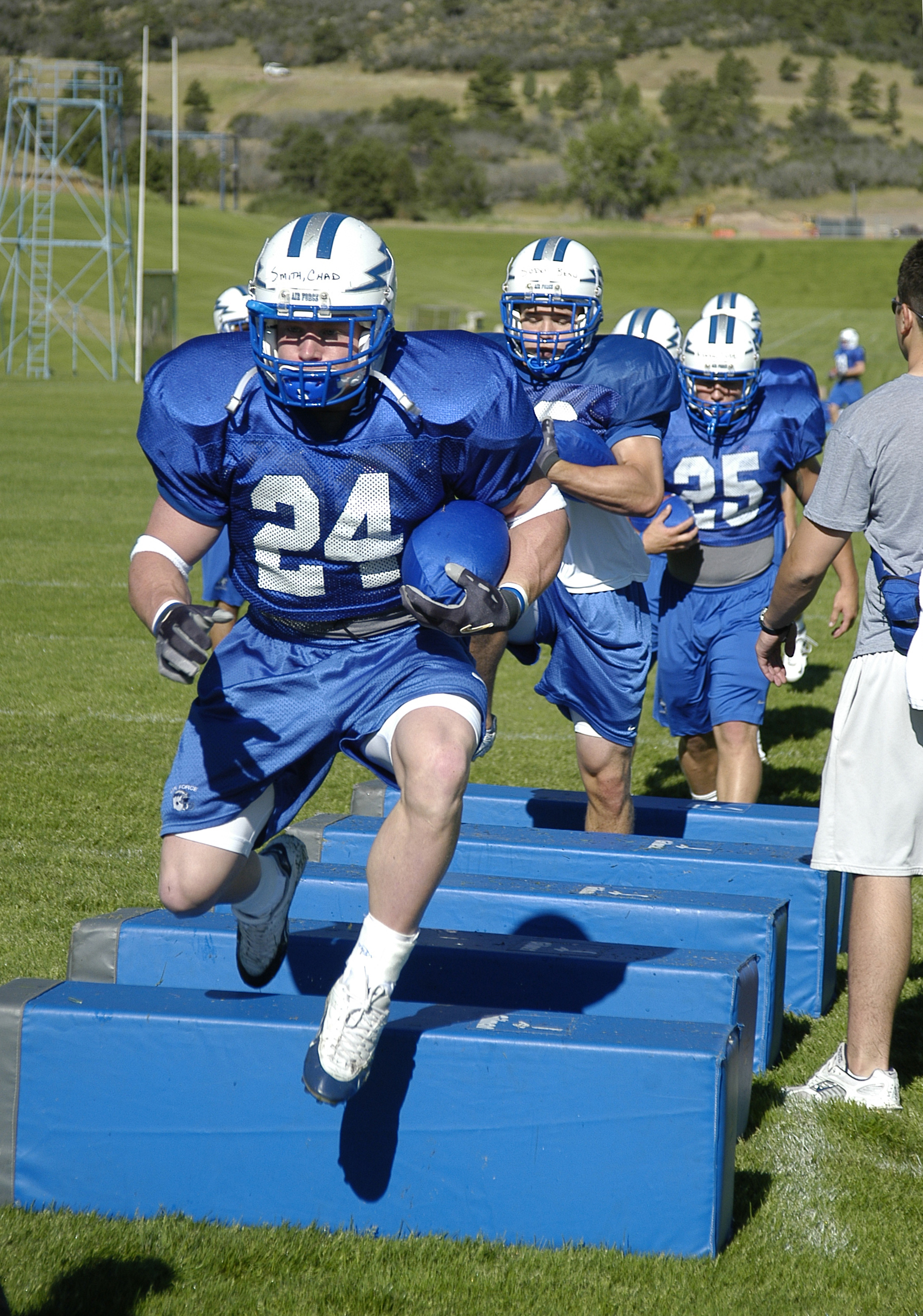
Zawodnik formacji ataku prowadzi swoich kolegów z zespołu przez trening sprawnościowy

Większość zawodników drużyny futbolowej ma wąsko określoną specjalizację. Na poziomie akademickim i w lidze NFL większość zawodników gra wyłącznie w formacji ataku lub obrony.

### Atak

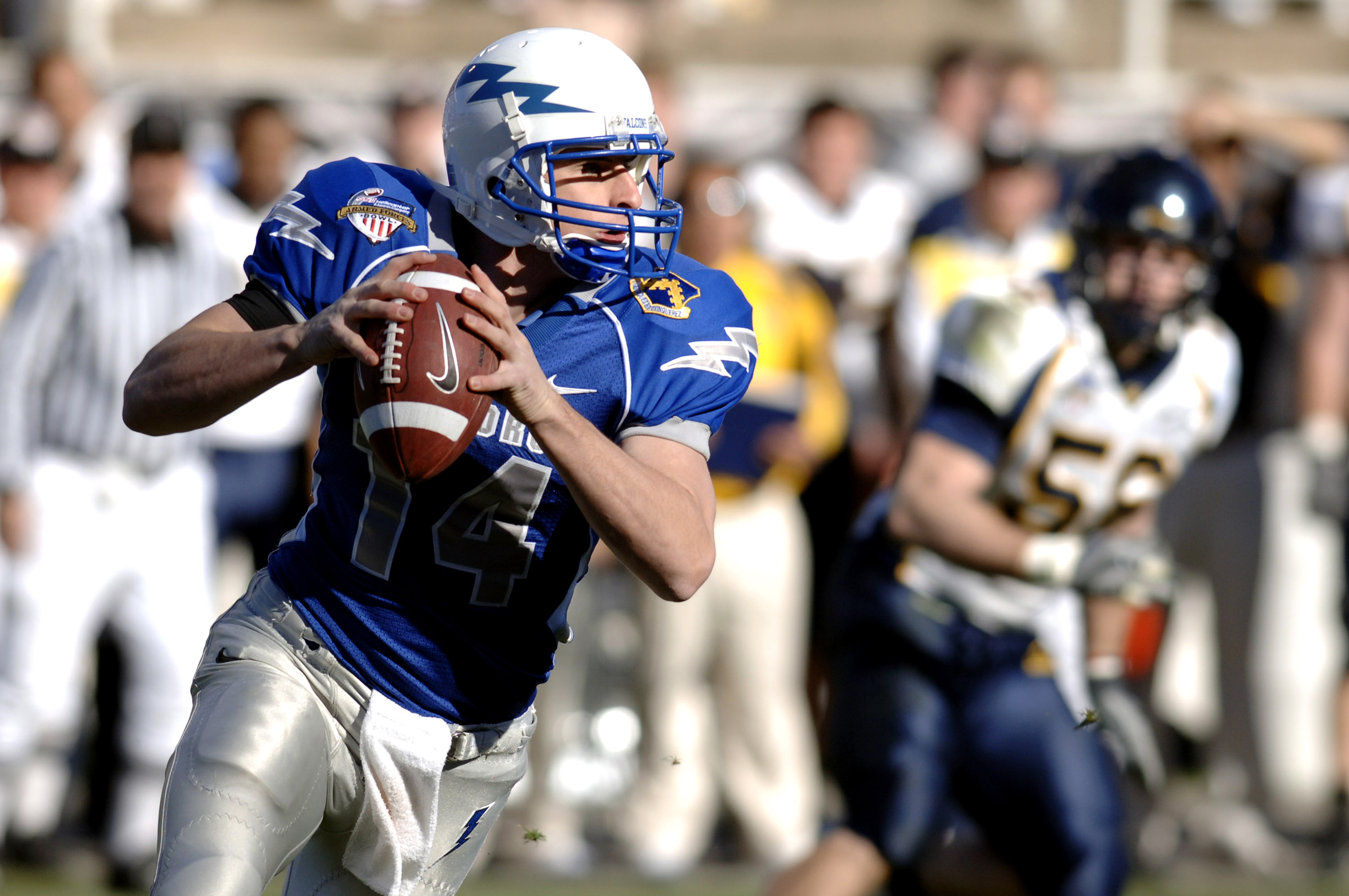
Quarterback Shea Smith

- Linia ataku (offensive line, OL) składa się z pięciu zawodników, których zadaniem jest ochrona podającego (gra górą) oraz robienie miejsca dla niosących piłkę (gra dołem) przez przepychanie blokujących zawodników obrony. Zawodnicy linii ataku nie mogą łapać podań. Poza środkowym, zawodnicy linii ataku z reguły nie dotykają piłki. W większości przypadków zawodnikom tym przypisuje się numery z zakresu 50-79.
- Rozgrywający (quarterback, QB) zazwyczaj otrzymuje od środkowego linii ataku snap rozpoczynający akcję. Może następnie podać lub podrzucić piłkę do biegacza, rzucić ją do skrzydłowego lub samemu biec z piłką. Rozgrywający zazwyczaj nosi numer z zakresu 1-19.
- Biegacze (running backs, RB) ustawiają się za lub obok rozgrywającego i głównie wykorzystywani są do niesienia piłki w akcjach dołem. Mogą także blokować w linii ataku, odbierać podania oraz – bardzo rzadko – podawać piłkę w przód. Jeśli formacja ataku ma dwóch biegaczy, są to zazwyczaj halfback (HB) lub tailback (TB), który najprawdopodobniej będzie niósł piłkę oraz fullback (FB), wykorzystywany zazwyczaj do blokowania. W lidze NFL biegacze noszą numery z zakresu 20-49. Na poziomie akademickim mogą też mieć przydzielone numery poniżej 20.
- Skrzydłowi (wide receivers, WR) ustawiają się do akcji przy liniach bocznych boiska. Specjalizują się w odbieraniu podań do przodu. Większość zawodników tego rodzaju nosi w lidze NFL koszulki z numerami w zakresie 80-89 a czasami 10-19.
- Końcowi (tight ends, TE) ustawiają się na skrzydłach linii ataku. W zależności od potrzeby mogą stać się skrzydłowymi (łapać podania) lub przyłączają się do zadań blokujących linii ataku. W lidze NFL zawodnicy ci noszą zazwyczaj numery w zakresie 80-89 oraz – bardzo rzadko – 40-49. W ligach uczelnianych i szkolnych końcowych numeruje się identycznie do skrzydłowych.

Formacja ataku jako jedyna obwarowana jest dodatkowymi obostrzeniami:
1. linia ataku musi liczyć co najmniej 5 zawodników, nie włączając końcowych,
2. na linii wznowienia gry musi stać co najmniej 7 atakujących.

Nie w każdej grze ofensywnej znajdują się na boisku wszyscy zawodnicy ataku. Formacja może się zmieniać co do liczby skrzydłowych, końcowych i biegaczy użytych w danej akcji.

### Obrona
- Linia obrony (defensive line) składa się z trzech do sześciu zawodników obrony ustawiających się w szeregu (defensive tackles wewnątrz i defensive ends na zewnątrz), tuż przy linii wznowienia gry, którzy po rozpoczęciu próby starają się szarżować biegaczy ataku zanim zdobędą pole lub rozgrywającego zanim poda piłkę do przodu. W lidze NFL zawodnicy linii obrony noszą numery z zakresów 60-79 i 90-99. Zazwyczaj są to najsilniejsi i najciężsi gracze w drużynie ważący nierzadko nawet ponad 140 kg.

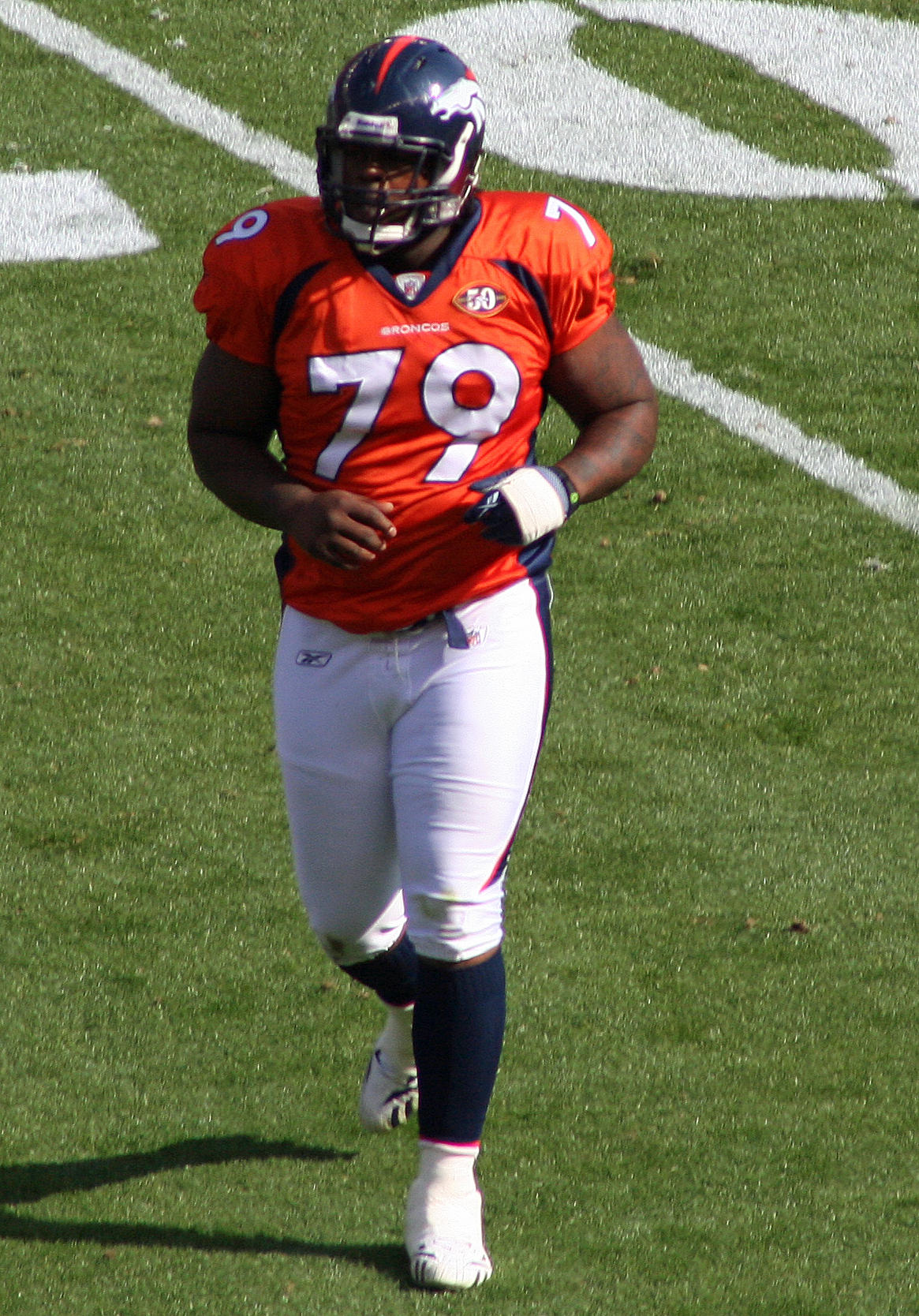
Marcus Thomas (Denver Broncos) występuje na pozycji defensive tackle

- W wielu przypadkach trzech, lub więcej, zawodników obrony cofa się tworząc podformację tylnych obrońców (defensive backs, DB) złożoną z graczy na pozycjach safety (S) lub cornerback (CB). Ich zadanie polega na pokrywaniu skrzydłowych i próbie niedopuszczenia do udanego podania do przodu. Tylni obrońcy noszą koszulki z numerami w zakresie 20-49. Na poziomach akademickim i szkolnym mogą też mieć przydzielone numery poniżej 20. Zawodnicy grający na tych pozycjach charakteryzują się dużą szybkością i zwinnością.
- Reszta zawodników obrony gra na pozycji wspomagających (linebacker, LB), którzy ustawiwszy się kilka jardów za linią obrony, przed tylnymi obrońcami, mogą szarżować rozgrywającego lub pokrywać potencjalnych skrzydłowych drużyny ataku. W lidze NFL wspomagający noszą numery z zakresów 50-59 i 90-99. W ligach akademickich i szkolnych mogą też mieć przydzielone numery w zakresach 1-9 oraz 40-49.

### Formacja specjalna
Formacje zawodników wykorzystywane przy akcjach kopem nazywane są formacjami specjalnymi.
Dwóch zawodników takich formacji pełni szczególną rolę. Obaj kopią piłkę, choć na różne sposoby: punter wykopuje z powietrza (punt), zaś kopacz (placekicker lub kicker) w zasadzie tylko z ziemi – podczas wykopów, kopów na bramkę i podwyższeń. Zawodnicy kopiący noszą w lidze NFL stroje z numerami z zakresu numerów rozgrywających, czyli 1-19. W ligach akademickich i szkolnych mogą nosić dowolny numer.
Poza zawodnikami kopiącymi piłkę, w formacjach specjalnych występują jeszcze:
- Long snapper (LS) - jego zadaniem podczas wznowienia gry jest dokładne, kilku lub kilkunastojardowe podanie (snap) do ustawionego za nim puntera (podczas wykopu z powietrza) lub klęczącego holdera (w przypadku kopa na bramkę lub podwyższenia). Po wykonaniu podania long snapper natychmiast przejmuje obowiązki środkowego (center).
- Holder (H) - ma za zadanie przytrzymać podaną do niego przez long snappera piłkę nadbiegającemu kopaczowi. Zadania holdera zazwyczaj powierzane są rezerwowemu quarterbackowi lub punterowi.
- Punt returner (PR) - odpowiada za odbiór piłki kopniętej przez puntera, po czym stara się przebiec z nią jak największą odległość w stronę pola punktowego rywali. Ustawiony daleko za pozostałymi graczami swojej formacji. Często występuje też na pozycji kick returnera.
- Kick returner (KR) - ma zadanie podobne do PR, ale podczas wprowadzenia piłki do gry kickoffem bądź, co należy do rzadkości, w przypadku zbyt słabo wykonanego field goala z dużej odległości (np. gdy zbyt lekko uderzona piłka nie wychodzi poza boisko i można kontynuować grę). Ustawiony - podobnie jak punt returner - w głębi boiska. Często występuje również na pozycji punt returnera.
- Gunner (G) - zawodnik zespołu wykonującego kopnięcie (często występuje w tej roli biegacz lub skrzydłowy), którego celem jest jak najszybsze powstrzymanie kick returnera bądź punt returnera przed dalszym biegiem z piłką i zdobywaniem pola. W przypadku punta, gunner jest jednym z dwóch zawodników ustawionych na bocznych końcach formacji, którzy mogą przekroczyć linię wznowienia gry, zanim piłka zostanie kopnięta przez puntera. Podczas kickoffu, w zależności od tego w którą stronę uderzy kopacz, gunner zajmuje miejsce, z którego będzie mieć możliwie najkrótszą drogę do przebycia.

## Podstawy strategii
Zdaniem niektórych kibiców, najatrakcyjniejszym elementem meczu futbolowego jest odgadywanie strategii, które zaplanowały zespoły trenerskie obu drużyn. Oba zespoły posługują się własnym podręcznikiem (playbook), w którym opisane są setki potencjalnych zagrań. Idealny mecz powinien być rozegrany wedle określonych, dokładnie przemyślanych akcji, koordynowanych przez trenerów.
Niektóre gry są z definicji bezpieczne, choć zazwyczaj pozwalają na zyskanie tylko kilku jardów pola. Inne akcje pozwalają na potencjalne zdobycie wielu jardów, ale niosą też ryzyko straty pola lub utraty piłki w wyniku przejęcia.
Gry dołem są generalnie mniej ryzykowne od gier górą, choć można wskazać przypadki bezpiecznych podań i ryzykownych biegów. Dla zmylenia przeciwnika, niektóre gry dołem rozpoczyna się tak, by przypominały gry górą (i na odwrót). W podobnym celu stosuje się niekiedy zagrywki oszukańcze, tzw. trick plays lub gadget plays, np. gdy przy czwartej próbie linia ataku ustawia się jak do wykopu z powietrza (punt), ale rozgrywa piłkę górą lub dołem w celu uzyskania pierwszej próby. Takie ryzykowne zagrania, jeśli są udane, wzbudzają zachwyt widzów. Jednakże mogą stanowić ogromne zagrożenie dla ataku, jeśli obrona domyśli się sztuczki i odpowiednio zareaguje na oszustwo.
Przed meczem trenerzy i zawodnicy spędzają wiele godzin na przygotowanie fizyczne oraz opracowanie strategii – włączając przeglądy filmów rejestrujących gry. Z tego powodu w lidze NFL drużyny grają w sezonie najwyżej raz na tydzień.

## Aspekt fizyczny gry

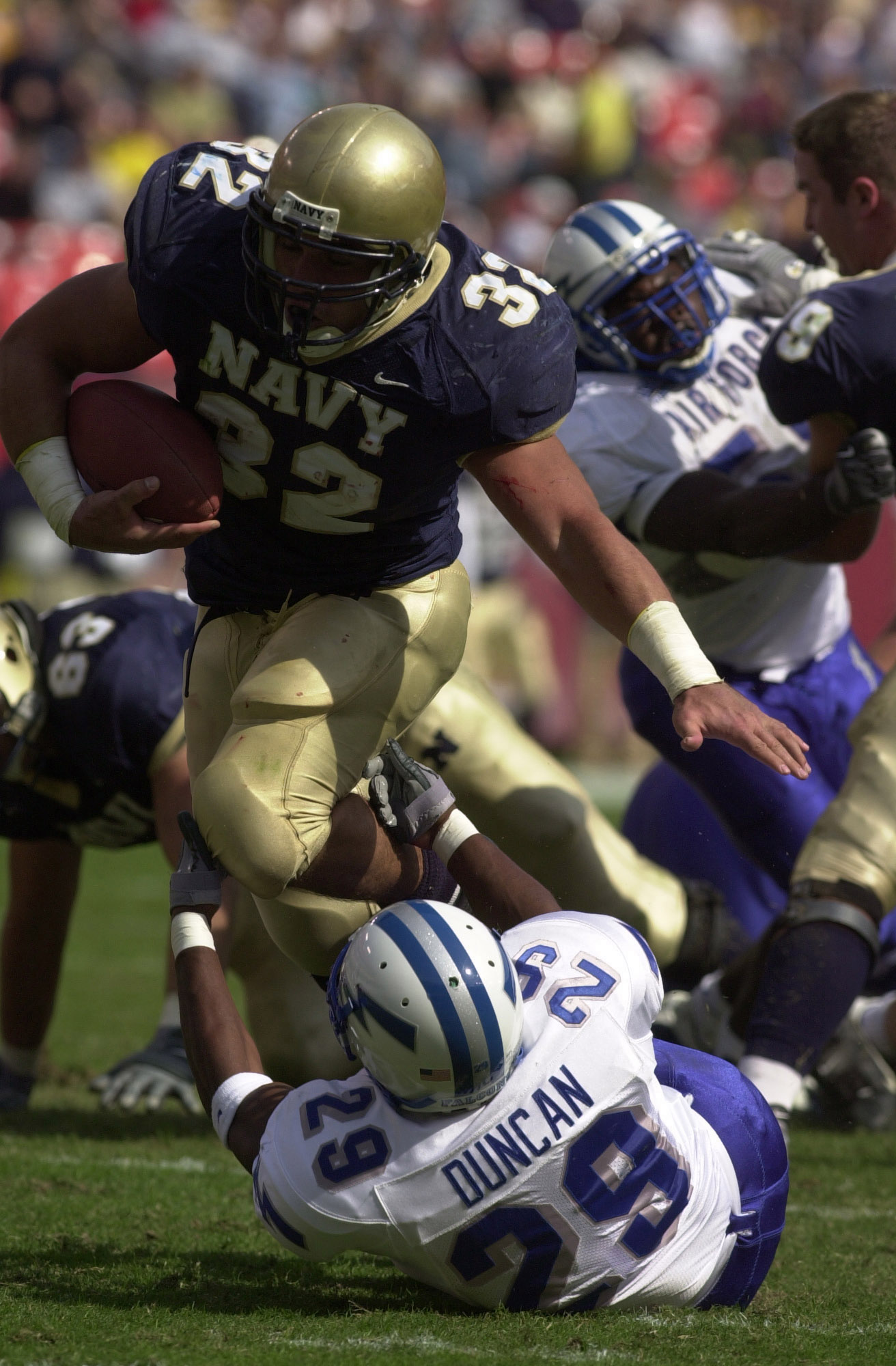
Biegacz niosący piłkę wyrywa się szarżującemu go obrońcy. W tle: jeden z zawodników ataku stracił kask wskutek przepychania się z obrońcą

Futbol amerykański jest sportem kontaktowym. W celu zatrzymania zawodnika niosącego piłkę, obrońca musi na niego szarżować i powalić na ziemię. Niesie to za sobą potrzebę użycia siły fizycznej w granicach przepisów. Szarżującym nie wolno kopać, uderzać ani podcinać zawodnika z piłką. Nie wolno też łapać za kratkę ochraniającą w jego kasku, ani atakować własnym kaskiem. Poza przepisami o kasku oraz kilkoma innymi o niepotrzebnych zagraniach agresywnych, większość innych form szarżowania jest dozwolona. Blokujący i broniący mają szeroki wachlarz możliwości zepchnięcia przeciwników z drogi. Rozgrywający bywają regularnie szarżowani przez zawodników obrony biegnących z niską prędkością z kierunków spoza pola widzenia. Najczęściej do fauli dochodzi w młynie, jednak sędziowie reagują błyskawicznie rzucając żółte flagi. Skrzydłowi nie są faulowani ponieważ grają w końcach boisk, gdzie nie ma przeciwników.
Z tych powodów zawodnicy muszą nosić odpowiedni sprzęt ochronny: wyściełane od wewnątrz kaski z tworzyw sztucznych, naramienniki, ochraniacze na biodra i kolana. Tego rodzaju ochrona została wprowadzona wiele dziesięcioleci temu, stopniowo zmniejszając częstotliwość występowania długotrwałych kontuzji u graczy. Niezamierzoną konsekwencją rozwoju sprzętu ochronnego jest wzrost poziomu brutalności gry.
We wcześniejszych latach, gdy ciała zawodników chronione były słabiej, szarże futbolowe bardziej przypominały te oglądane w rugby, z mniejszą liczbą zderzeń i urazów. Rozwój kasków skłonił zawodników do używania ich jako narzędzi ataku. Fakt ten zmusił wiele lig, szczególnie NFL, do wprowadzenia szeregu zasad karzących za nadużywanie kasków. Ostatnią zmianą przepisów jest kara za jakiekolwiek dotknięcie rozgrywającego kaskiem zawodnika obrony lub dotknięcie przez obrońcę kasku rozgrywającego.
Sprzęt chroniący jest niezbędny przez wzgląd na bezpieczeństwo zawodników, ograniczając znacząco ryzyko poważnych urazów. Według statystyk w latach 2000–2005 zmarło 28 zawodników (głównie z lig szkół średnich) od urazów odniesionych podczas gier futbolowych. Częste są wstrząśnienia mózgu – około 41 tysięcy zawodników ze szkół średnich doznaje co roku tego typu urazów.
Niebezpieczna fizyczność sportu oraz wynikająca z niego potrzeba używania sprzętu ochronnego sprawia, że amatorskie i rekreacyjne uprawianie futbolu jest trudne. Tę funkcję spełniają mniej brutalne odmiany dyscypliny: futbol dotykowy i flagowy.